# ميخائيل بلير
ميخائيل بلير (بالإنجليزية: Michael Blair)‏ هو لاعب كرة قدم أمريكية أمريكي، ولد في 26 نوفمبر 1974 في شيكاغو في الولايات المتحدة.

## وصلات خارجية
- ميخائيل بلير على موقع مرجع كرة القدم المحترفة.كوم (الإنجليزية)
- ميخائيل بلير على موقع IMDb (الإنجليزية)